# Ranunculus gregarius
Ranunculus gregarius là một loài thực vật có hoa trong họ Mao lương. Loài này được Brot. miêu tả khoa học đầu tiên năm 1805.